# Brzeg Dolny
Brzeg Dolny este un oraș în Polonia.